# Levitation (Zauberkunst)

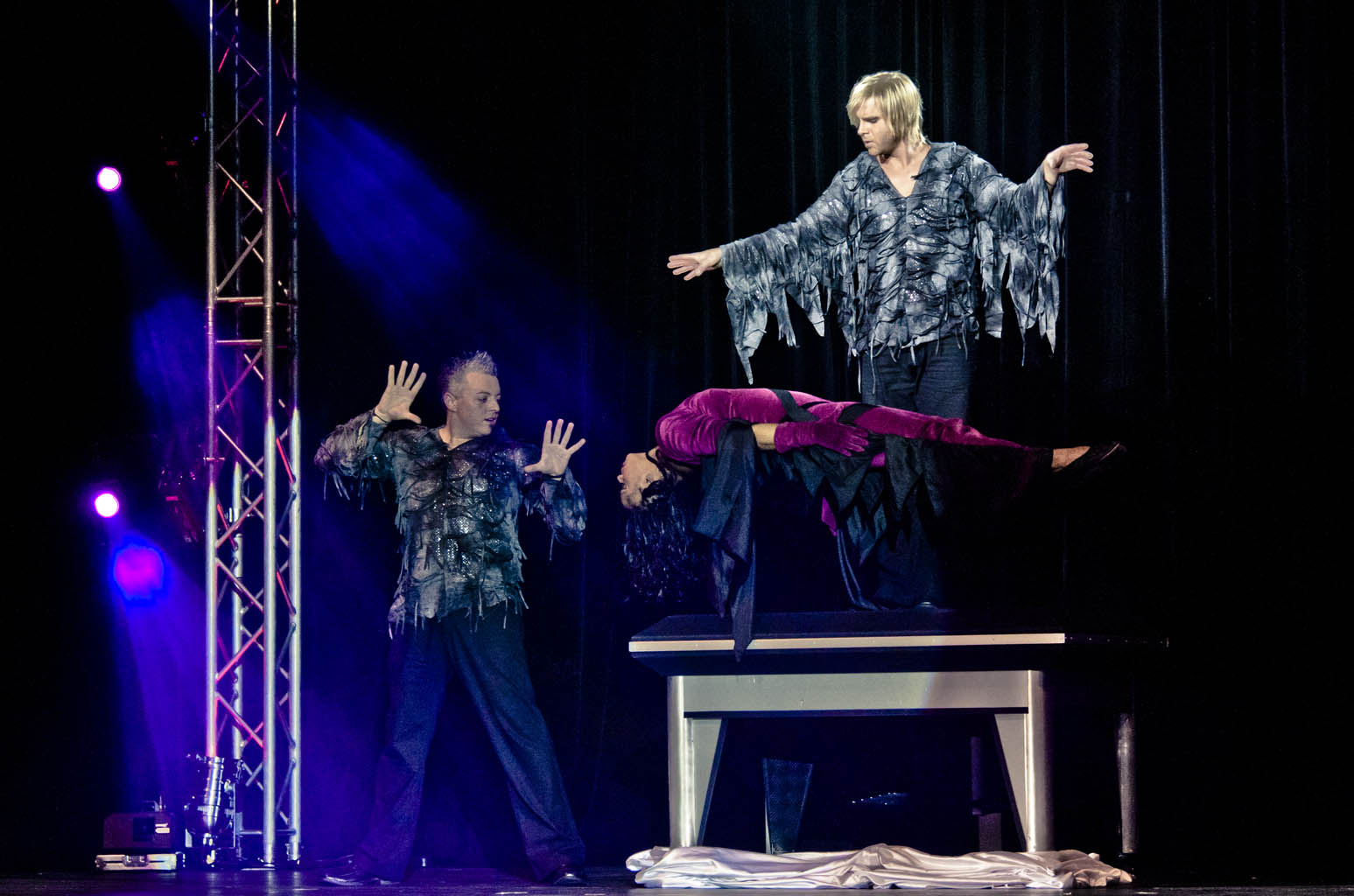
Marc & Alex Levitation

Levitation von Shields

Levitation ist eine klassische, von Zauberkünstlern vorgeführte Illusion, bei der Menschen oder Gegenstände zu schweben scheinen.

## Geschichte
Diese Art der Illusionszauberei wird mittels schwer sichtbarer Fäden, Drähte, Stangen oder anderer Hilfsmittel bewältigt.

### Anfänge

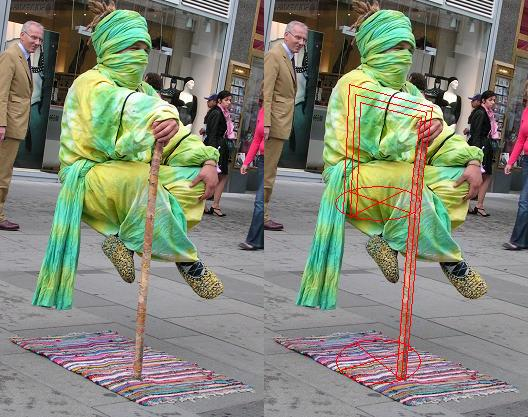
Arabische Levitation gezeigt von einem Straßenkünstler

Erste Berichte von Schwebeillusionen erzählen von dem „Wundermann“ Shesal, der sich um 1830 in Madras 120 Zentimeter hoch „in die Luft setzte“. Ein Handgelenk stützte sich auf einen undefinierbaren Gegenstand, der den Kontakt zur Erde herstellte.
Jean Eugène Robert-Houdin verbesserte 1847 in seinem Pariser Zaubertheater diese Täuschung. Er gab ihr einen zeitbezogenen Rahmen, tat so, als ob er seinen Sohn mit Äther betäube und ließ ihn, nur leicht von einem Stab unterstützt, in der Luft ruhen. Wenig später zeigte der aus Münster stammende Alexander Heimbürger in Guatemala „Das Wunder von Hindustan oder Das in der Luft schwebende Kind“.
Einige Jahre später nahm der Engländer Alfredo Sylvester, der sich „Fakir von Oolu“ nannte, den stützenden Stab fort. Der Gehilfe schwebte also „frei in der Luft“. Über Daniel Dunglas Home wird berichtet, er habe bei Séancen geschwebt, die er regelmäßig als Gast in fremden Häusern abzuhalten pflegte. 1860 führte der französische Magier Hamilton im Pariser Zaubertheater Robert-Houdin die Illusion L'enfant enlevé par un cheveu vor: Er hob ein Mädchen an einem Haar 40 Zentimeter in die Höhe. 1867 ließ John Nevil Maskelyne im Londoner Kristallpalast erstmals einen Menschen durch die Luft gleiten. 1897 verbesserte sein Sohn Nevil Maskelyne die Illusion, indem er einen Menschen völlig frei im Raum schweben ließ und sogar der Länge nach einen Reifen über ihn führte. Die Geheimnisse des Kunststücks wurden später von dem amerikanischen Illusionisten Harry Kellar gestohlen, der hierzu Maskelynes Assistenten abwarb. Kellar erweiterte die Möglichkeiten des Effekts, der in den USA als schwebende Prinzessin von Karnack bzw. Kellar Levitation bekannt wurde. Um 1900 zeigte der Berliner Illusionist Otto Heinemann „Aga, die schwebende Jungfrau“. Diese Freischwebe-Illusion wird heute noch von den Magiern Aga-Levitation genannt: Eine auf dem Tisch liegende Assistentin schwebt langsam nach oben in die Luft. Ein Reifen kann über sie zweimal hinweg gezogen werden, während sie danach wieder hinab schwebt.
Der andere Typus von freiem Schweben wird Asrah-Levitation genannt. In dieser von Jean Henri Servais Le Roy (um 1900) erfundenen Illusion steigt eine mit einem Tuch bedeckte Person nach oben, schwebt einige Zeit in der Luft und ist verschwunden, wenn das Tuch herabgezogen wird. Eine Variation der Aga-Levitation ist die Yogano-Saturn-Levitation: Eine direkt am Boden stehende Person (auch ein Zuschauer aus dem Publikum) schwebt innerhalb eines Reifens 60 cm in die Höhe. Diese Levitation kann auch im Freien
vorgeführt werden.

### Aktuell
- Walter „Zaney“ Blaney verblüffte die Fachwelt in den 1980er Jahren mit seiner Ladder Levitation, bei der eine Zuschauerin auf einem scheinbar schwerelosen Brett schwebt.
- Im Zaubertheater von Siegfried & Roy in Las Vegas wurde Anfang der 1990er Jahre ein Schweben realisiert, bei dem der Magier im Lotus-Sitz 15 m nach oben schwebt und von einem gigantischen Reifen umkreist wird.
- Mitte der 1990er Jahre verwirklichte der Zauberhistoriker John Gaughan nach 10 Jahren Entwicklungsarbeit ein denkbar realistisch aussehendes „Fliegen“ (Flying), mit dem David Copperfield den Effekt revolutionierte.
- Als eine stilistisch originelle Variante des Levitationseffekts zeigten Siegfried & Roy das Schweben in einem Ballon.
- Eine Quasi-Levitation gelang den britischen Zauberkünstlern Barry & Stuart, die scheinbar übers Wasser gehen können.
- Neben diesen Levitations-Illusionen gibt es noch einfache Selbst-Levitationen, bei denen der Magier scheinbar mehrere Zentimeter über dem Boden schwebt.

## Semi-Levitation
Ein oftmals als Schweben empfundenes bzw. präsentiertes Phänomen wird häufig auch als Hypnose ausgegeben: Hierbei legen vier Personen einer fünften, auf einem Stuhl sitzenden, ihre Finger unter die Achseln und Kniekehlen und versuchen, sie anzuheben. Dies gelingt beim ersten, typischerweise unkoordinierten Versuch nicht. Sorgt jedoch der Magier etwa durch abgestimmte Atmung oder Zählen für Gleichklang, wird der Versuch fast immer gelingen. Dabei verteilt sich das Gewicht gleichmäßig auf die vier Personen. Bei einer 80 kg schweren Person hebt jeder nur 20 kg an. Uri Geller wendet diese Methode sehr oft an.